# Irina Nazarova
Irina Viktorovna Nazarova (ryska: Ирина Викторовна Назарова), född den 31 juli 1957 i Kaliningrad, Ryska SFSR, Sovjetunionen, är en sovjetisk friidrottare inom kortdistanslöpning.
Hon tog OS-guld på 4 x 400 meter stafett vid friidrottstävlingarna 1980 i Moskva. 